# Brayden Pachal
Brayden Pachal (né le 23 août 1999 à Estevan dans la province de la Saskatchewan au Canada) est un joueur professionnel canadien de hockey sur glace. Il évolue au poste de défenseur.

## Biographie
En 2014-2015, il joue ses premiers matchs en junior avec les Bruins d'Estevan dans la Ligue de hockey junior de la Saskatchewan. La saison suivante, il rejoint les Royals de Victoria dans la Ligue de hockey de l'Ouest. Le 9 janvier 2017, il est échangé aux Raiders de Prince Albert. En 2018, il est nommé capitaine de l'équipe. Les Raiders remportent la Coupe Ed-Chynoweth 2019. Il signe un contrat de trois ans avec les Golden Knights de Vegas le 20 septembre 2019. Il est assigné aux Wolves de Chicago, club ferme des Golden Knights dans la Ligue américaine de hockey. Le 20 janvier 2022, il est nommé capitaine des Silver Knights de Henderson dans la LAH.
Le 15 mars 2022, il joue son premier match dans la Ligue nationale de hockey chez les Jets de Winnipeg. Il enregistre son premier point dans la LNH, une assistance le 15 décembre 2022 face aux Blackhawks de Chicago. Lors des séries éliminatoires de la Coupe Stanley 2023, Pachal dispute un match avec Vegas et remporte la Coupe Stanley 2023.

## Statistiques

### En club
| Saison     | Équipe                      | Ligue      |    | Saison régulière | Saison régulière | Saison régulière | Saison régulière | Saison régulière |   | Séries éliminatoires | Séries éliminatoires | Séries éliminatoires | Séries éliminatoires | Séries éliminatoires |
| Saison     | Équipe                      | Ligue      | PJ | B                | A                | Pts              | Pun              | PJ               | B | A                    | Pts                  | Pun                  |                      |                      |
| 2014-2015  | Bruins d'Estevan            | LHJS       | 3  | 0                | 1                | 1                | 0                | 3                | 1 | 0                    | 1                    | 2                    |                      |                      |
| 2015-2016  | Royals de Victoria          | LHOu       | 40 | 1                | 5                | 6                | 29               | 12               | 0 | 1                    | 1                    | 28                   |                      |                      |
| 2016-2017  | Royals de Victoria          | LHOu       | 35 | 0                | 3                | 3                | 46               | -                | - | -                    | -                    | -                    |                      |                      |
| 2016-2017  | Raiders de Prince Albert    | LHOu       | 30 | 3                | 9                | 12               | 37               | -                | - | -                    | -                    | -                    |                      |                      |
| 2017-2018  | Raiders de Prince Albert    | LHOu       | 68 | 7                | 19               | 26               | 100              | 7                | 1 | 3                    | 4                    | 6                    |                      |                      |
| 2018-2019  | Raiders de Prince Albert    | LHOu       | 66 | 15               | 36               | 51               | 113              | 23               | 1 | 7                    | 8                    | 28                   |                      |                      |
| 2019-2020  | Wolves de Chicago           | LAH        | 48 | 1                | 9                | 10               | 44               | -                | - | -                    | -                    | -                    |                      |                      |
| 2019-2020  | Komets de Fort Wayne        | ECHL       | 4  | 0                | 2                | 2                | 2                | -                | - | -                    | -                    | -                    |                      |                      |
| 2020-2021  | Silver Knights de Henderson | LAH        | 24 | 2                | 5                | 7                | 16               | 5                | 0 | 2                    | 2                    | 5                    |                      |                      |
| 2021-2022  | Silver Knights de Henderson | LAH        | 65 | 2                | 9                | 11               | 90               | 2                | 0 | 0                    | 0                    | 4                    |                      |                      |
| 2021-2022  | Golden Knights de Vegas     | LNH        | 2  | 0                | 0                | 0                | 0                | -                | - | -                    | -                    | -                    |                      |                      |
| 2022-2023  | Silver Knights de Henderson | LAH        | 55 | 3                | 12               | 15               | 90               | -                | - | -                    | -                    | -                    |                      |                      |
| 2022-2023  | Golden Knights de Vegas     | LNH        | 10 | 0                | 2                | 2                | 8                | 1                | 0 | 0                    | 0                    | 2                    |                      |                      |
| 2023-2024  | Golden Knights de Vegas     | LNH        | 17 | 1                | 0                | 1                | 12               | -                | - | -                    | -                    | -                    |                      |                      |
| 2023-2024  | Flames de Calgary           | LNH        | 33 | 1                | 5                | 6                | 39               | -                | - | -                    | -                    | -                    |                      |                      |
| Totaux LNH | Totaux LNH                  | Totaux LNH | 62 | 2                | 7                | 9                | 59               | 1                | 0 | 0                    | 0                    | 2                    |                      |                      |

## Trophées et honneurs personnels

### LHOu
- 2018-2019 : 
  - remporte le trophée plus-moins de la LHOu (+76)
  - nommé dans la deuxième équipe des étoiles de la conférence est

### LNH
- 2022-2023 : remporte la coupe Stanley avec les Golden Knights de Vegas